# Ejército Expedicionario de Shanghái

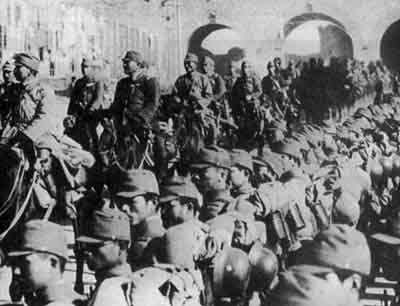
Soldados japoneses entrando en Nankín.

El Ejército Expedicionario de Shanghái (上海派遣軍 Shanhai-haken-gun) fue un ejército japonés con rango de cuerpo de ejército durante la segunda guerra sino-japonesa.
El Ejército Expedicionario de Shanghái se formó por primera vez el 25 de febrero de 1932 como un refuerzo para las fuerzas japonesas involucradas durante la Primera Batalla de Shanghái. Fue disuelto en junio de 1932, después de que finalizara de ese incidente.
El Ejército Expedicionario de Shanghái fue creado por segunda vez el 15 de agosto de 1937 debido al surgimiento de hostilidades a gran escala entre el Imperio del Japón y la República de China. Sus efectivos participaron en la Segunda Batalla de Shanghái, y en la posterior Batalla de Nankín. Las tropas de este ejército también participaron en la posterior Masacre de Nankín.
El Ejército Expedicionario de Shanghái fue disuelto el 1 de febrero de 1938, y sus efectivos se incorporaron al Ejército Japonés del Área Central de China.

## Organización en 1932
Ver: Orden de batalla del Incidente del 28 de febrero

## Organización en 1937-1938
Ver: Orden de batalla de la Batalla de Shanghái

## Comandantes

### Oficiales al mando
|   | Nombre                                   | Desde                  | Hasta                  |
| - | ---------------------------------------- | ---------------------- | ---------------------- |
| 1 | General Yoshinori Shirakawa              | 25 de febrero de 1932  | 29 de abril de 1932    |
| 2 | General Iwane Matsui                     | 15 de agosto de 1937   | 2 de diciembre de 1937 |
| 3 | Teniente General Príncipe Yasuhiko Asaka | 2 de diciembre de 1937 | 14 de febrero de 1938  |

### Jefes del Estado Mayor
|   | Nombre                             | Desde                 | Hasta                 |
| - | ---------------------------------- | --------------------- | --------------------- |
| 1 | Teniente General Kanichiro Tashiro | 25 de febrero de 1932 | 29 de abril de 1932   |
| 2 | Teniente General Mamoru Iinuma     | 15 de agosto de 1937  | 14 de febrero de 1938 |